# 森準人
森 準人（もり はやと、1987年5月17日 - ）は、日本の俳優。
大阪府出身。キューブ所属。身長181cm。

## 略歴
早稲田大学教育学部卒業。在学中は早稲田大学演劇倶楽部に所属。
2008年より庭劇団ペニノの作品に俳優・演出助手として参加、近年まで度々出演している。同劇団との関わりは深く、大学卒業後に一度は企業に就職したものの「どうしてもお芝居がやりたくて」役者の世界に戻ってきて最初に出た作品が同劇団の「地獄谷温泉 無明ノ宿」であった。
2019年から芸能事務所キューブに所属し、映像作品にも出演。

## 出演

### テレビドラマ
- 仮面ライダーゼロワン 第21・22話（2020年2月2日・9日、テレビ朝日） - 鳴沢益治 役
- アリバイ崩し承ります 第2話（2020年2月8日、テレビ朝日） - 梶山達夫 役
- 刑事7人 Season6 第7話（2020年9月16日、テレビ朝日） ‐ 加藤刑事 役
- 連続テレビ小説 おちょやん（2021年、NHK） ‐ 村川茂 役[3]
- どうせもう逃げられない （2021年9月17日 - 11月12日、MBS） - 向坂征己 役
- ダマせない男（2022年3月26日、日本テレビ） - 八木 役
- JKと六法全書 第3話（2024年5月3日、テレビ朝日） - 相模正 役[4]
- マウンテンドクター 第9話（2024年9月3日、カンテレ） - 丸川聡一 役[5]
- 民王R 第2話（2024年10月29日、テレビ朝日） - 佐々木 役
- 法廷のドラゴン 第4話（2025年2月7日、テレビ東京） - 吉村弁護士 役[6]
- 恋は闇 第5話（2025年5月14日、日本テレビ） - ホストクラブ店長 役[7]

### 舞台
- 「男の顔」(2008年 ド・スチール)
- 「人間として」(2008年、Tokyo Satellite Boys)
- 「太陽と下着の見える町」(2009年、庭劇団ペニノ)
- 「グロテスク」(2009年、国分寺大人俱楽部)
- 「リミックス」(2009年、国分寺大人俱楽部)
- 「ようこそ童貞島へ〜あの娘はニコール・キッドマン〜」(2009年 Tokyo Satellite Boys)
- 「エクスターズ」(2011年 庭劇団ペニノ)
- 「地獄谷温泉 無明ノ宿」(2015年8月、庭劇団ペニノ) ＊岸田國士戯曲賞受賞作
- 「地獄谷温泉 無明ノ宿」(2016年8月 - 9月、庭劇団ペニノ) ヨーロッパ公演（ドイツ/フランス/オランダ/デンマーク）
- 「地獄谷温泉 無明ノ宿」(2016年11月、庭劇団ペニノ) 京都公演
- 「フィクションシティー」(2017年9月、贅沢貧乏)
- 「地獄谷温泉 無明ノ宿」(2017年11月、庭劇団ペニノ) 横浜・富山公演
- 「地獄谷温泉 無明ノ宿」(2018年1月、庭劇団ペニノ) オーストラリア公演
- 「蛸入道 忘却ノ儀」(2018年6月、庭劇団ペニノ)
- 「地獄谷温泉 無明ノ宿」(2018年9月、庭劇団ペニノ) Festival d'automne à Paris ジャポニズム2018公式作品
- 「幽霊が乗るタクシー」(2018年10月 - 11月、ハイドロブラスト) 滞在制作 @ドイツ(PACT Zollverein)
- 「幽霊が乗るタクシー」(2019年2月、ハイドロブラスト) 東京/横浜公演
- 「グッドバイ」(2019年7月、生瀬ゼミ 発表会) 主役・田島周二 役
- 「福島3部作・一挙上演」(2019年8月 - 9月、DULL-COLORED POP) 東京/大阪/福島公演
- 「蛸入道 忘却ノ儀」(2019年10月、庭劇団ペニノ) 京都公演
- 「蛸入道 忘却ノ儀」(2020年2月、庭劇団ペニノ) 東京/福岡公演
- 「赤鬼」（2020年7月 - 8月、作・演出：野田秀樹）東京都 東京芸術劇場 シアターイースト
- KERA・MAP#010『しびれ雲』（2022年11月6日 - 12月4日 下北沢 本多劇場、12月8日 - 11日、兵庫県立芸術文化センター 阪急 中ホール、12月17日 - 18日 北九州芸術劇場 中劇場、12月24日 - 25日 りゅーとぴあ 新潟市民芸術文化会館・劇場）[8]
- 「The Letters」（2025年2月、イマーシブシアター）[9]
- 「不可能の限りにおいて」（2025年8月〈予定〉、シアタートラム）[10]

### 映画
- 「VR職場」(2019年、監督・脚本：高島 優毅)

### ウェブテレビ
- 酒癖50（2021年8月12日、8月19日、AbemaTV）